# Remariarana
Remariarana es un despoblado que actualmente forma parte de la localidad de Eguileor, que está situado en el municipio de Salvatierra, en la provincia de Álava, País Vasco (España).

## Toponimia
A lo largo de los siglos ha sido conocido también con el nombre de Ramariaran.

## Historia
Se desconoce cuándo se despobló.
Actualmente sus tierras son conocidas con el topónimo de Ramariana.